# Helmut Rauch

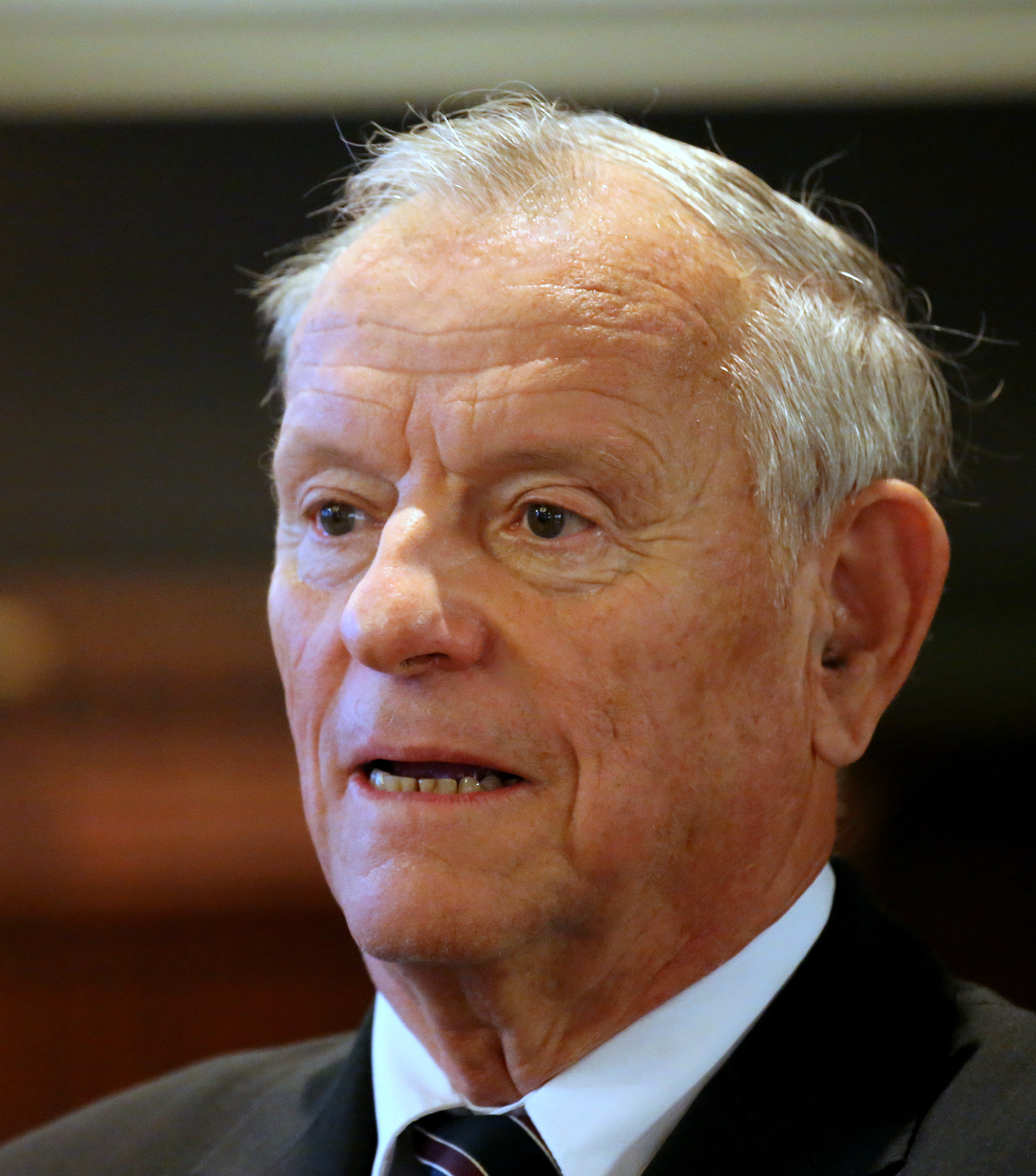
Helmut Rauch in Budapest, 2013

Helmut Rauch (* 22. Jänner 1939 in Krems an der Donau, Niederösterreich; † 2. September 2019) war ein österreichischer Kernphysiker und langjähriger Leiter des Atominstituts der österreichischen Universitäten. Er ist insbesondere für (Neutronen-)Experimente zu den Grundlagen der Quantenmechanik bekannt.

## Leben
Helmut Rauch studierte Technische Physik an der TU Wien, wo er 1965 am Atominstitut der österreichischen Universitäten mit der Dissertation Anisotroper β-Zerfall nach Absorption polarisierter Neutronen promoviert wurde. 1970 habilitierte er sich auf dem Gebiet der Neutronen- und Reaktorphysik. Im Jahr 1972 wurde er Professor für experimentelle Kernphysik an der TU Wien. Er war 1972 bis 1979 Leiter des Instituts für Experimentelle Kernphysik und 1980 bis 1996 in Wechsel mit Gernot Eder des Instituts für Kernphysik. 1979/80 weilte er ein Jahr lang am Kernforschungszentrum Jülich und 1983 am Institut Laue-Langevin in Grenoble.
Von 1985 bis 1990 war Rauch Vizepräsident und 1991 bis 1994 Präsident des FWF. Von 1992 bis 2003 war er Mitglied im Wissenschaftlichen Rat der Europäischen Spallationsquellen, von 1996 bis 1999 im Rat der European Science Foundation und seit 1999 in dem der European Neutron Association. Von 1972 bis 2005 war er Vorstand des Atominstituts der Österreichischen Universitäten.
Zu Rauchs Schülern zählen Anton Zeilinger, Harald Weinfurter, Kurt Binder, Heinrich Kurz, Jörg Schmiedmayer.
Er war Mitglied der Österreichischen Akademie der Wissenschaften (korrespondierendes Mitglied seit 1979, Vollmitglied seit 1990), der Leopoldina und der Academia Europaea (1990).
Rauch war Katholik und seit 1965 verheiratet mit Annemarie Rauch (geb. Krutzler); aus der Ehe stammen drei Kinder.

## Wirken
Rauch bewies 1974 zusammen mit Ulrich Bonse und Wolfgang Treimer durch Interferenzexperimente mit einem Neutroneninterferometer, das er selbst entwickelt hatte, dass monochromatische Neutronen Wellencharakter haben und dass Materiewellen im makroskopischen Maßstab existieren. Das war ein weiterer Beweis, dass auch massive Partikel, nicht nur Photonen, sowohl Materie als auch Welle sein können. Er zeigte auch experimentell die Invarianz von Spinoren (Spin-1/2-Teilchen) bei zwei Vollumdrehungen (bei einer Vollumdrehung wechseln sie dagegen das Vorzeichen) und die Superposition des Spins.
1983 konnte er durch Experimente zum Energieaustausch zwischen Neutronen und Magnetfeldern in Grenoble außerdem beweisen, dass eine quantenphysikalische Messung die Phasenbeziehung von Materiewellen nicht stört und auch nicht zerstört.

## Ehrungen und Auszeichnungen
- 1967 Felix Kuschenitz-Preis der Österreichischen Akademie der Wissenschaften
- 1971 Förderungspreis für Wissenschaft des Landes Niederösterreich
- 1972 Jubiläumspreis der Chemisch-Physikalischen Gesellschaft in Wien
- 1977 Erwin Schrödinger-Preis der Österreichischen Akademie der Wissenschaften
- 1979 Wissenschaftspreis des Landes Niederösterreich
- 1985 Wilhelm-Exner-Medaille des Österreichischen Gewerbevereins
- 1986 Kardinal-Innitzer-Preis (Würdigungspreis)
- 1992 Honorarprofessor University of Science & Technology, Hefei, China
- 1993 Preis der Stadt Wien für Naturwissenschaften und Technik
- 2000 Ernst Mach-Ehrenmedaille der Tschechischen Akademie der Wissenschaften
- 2005 Großes Silbernes Ehrenzeichen für Verdienste um die Republik Österreich[5]
- 2006 Ludwig-Wittgenstein-Preis der Österreichischen Forschungsgemeinschaft
- 2010 Ehrendoktorwürde Dr. h.c. der Nationalen Akademie der Wissenschaften der Ukraine
- 2012 Kardinal-Innitzer-Preis (Großer Preis für das wissenschaftliche Lebenswerk)
- 2015 Walter-Hälg-Preis der European Neutron Scattering Association[6]
- 2015 Österreichisches Ehrenzeichen für Wissenschaft und Kunst
- 2019 Ehrendoktor der Universität Innsbruck[7]

Ihm zu Ehren wurde 2023 die Helmut-Rauch Vorlesung der TU Wien und der Österreichischen Akademie der Wissenschaften ins Leben gerufen.

## Schriften
- Mit U. Bonse (Hrsg.): Neutron Interferometry. Clarendon Press, Oxford 1979.
- Mit G. Badurek und Anton Zeilinger (Hrsg.): Matter Wave Interferometry. North Holland 1988.
- Mit S. A. Werner: Neutron Interferometry. Clarendon Press, 2000.
- Neutroneninterferometrie – ein Labor der Quantenmechanik. In: Physikalische Blätter. Band 50, 1994, S. 439–444. doi:10.1002/phbl.19940500505.
- Quantenmechanik auf dem Prüfstand der Neutroneninterferometrie. In: Physikalische Blätter. Band 41, 1985, S. 190–195. doi:10.1002/phbl.19850410708.
- Höchstauflösende Neutronenspektroskopie und quantenmechanische Unschärferelation. In: Physikalische Blätter. Band 44, Juni 1988, S. 172. doi:10.1002/phbl.19880440610.
- Mit Dietmar Petrascheck: Grundlagen für ein Laue-Neutroneninterferometer – Teil 1: Dynamische Beugung. AIAU 74405b, Atominstitut der österreichischen Universitäten, Wien 1976.
- Mit Dietmar Petrascheck: Grundlagen für ein Laue-Neutroneninterferometer – Teil 2: Theorie des Interferometers. AIAU 76401, Atominstitut der österreichischen Universitäten, Wien 1976.